# Achim Bröger
Achim Bröger (Erlangen, 1944. május 16. –) német ifjúsági író.

## Élete
Gyermekkorában az ágyban talált ki történeteket. Felnőve néhány éven át részmunkaidőben dolgozott egy iskolai könyvkiadóban. 1980-tól szabadúszó író. Ma Sereetzben, Lübeck közelében él. A német PEN Club tagja.
Gyerekeknek és fiataloknak szóló könyveket, televízió- és rádiójátékokat, forgatókönyveket ír. Ifjúsági könyveiben nyíltan ír a szexualitásról, érzékenyen és reálisan közelítve meg a témát. Számos gyerekeknek szóló televíziós sorozatban is közreműködött, például a Sendung mit der Maus és a Löwenzahn. Magyarul egyetlen kötete jelent meg a Delfin könyvek sorozatban 1980-ban Pöttöm-Nagy Kázmér címmel (német kiadás: Steckst du dahinter, Kasimir?, 1975)

## Díjai
- 1975: Deutscher Schallplattenpreis
- 1980: Friedrich-Bödecker-Díj, Gisela Kalow-al közösen
- 1987 Német Ifjúsági Irodalmi Díj az Oma und ich című munkájáért
- 1993 Nicolas Born-díj

## Művei
- Der Ausreden-Erfinder und andere Bruno-Geschichten, 1973
- Guten Tag, lieber Wal, 1974
- Das wunderbare Bettmobil. Thienemann Verlag, 1975 Gisela Kalow-val közösen
- Steckst du dahinter, Kasimir? Ein „Kinder-Zwinker-Krimi“, 1975
- Doppelte Ferien sind am schönsten, 1975
- Herr Munzel geht die Wand hoch und 18 andere Was-wäre-wenn-Geschichten, 1975
- Kurzschluß, 1976
- Wollen wir Freunde sein? 1977
- Bruno verreist, 1978
- Moritz-Geschichten, 1979
- So ein irrer Nachmittag, 1981
- Meyers großes Kinderlexikon, 1981
- In Wirklichkeit ist alles ganz anders, 1982
- Pizza und Oskar, 1982
- Draußen ist es dunkel, 1982
- Auf Zehenspitzen und Katzenpfoten. Eine Weihnachtsgeschichte, 1983
- Bruno und das Telefon, 1983
- Hallo, Bär! 1984
- Mein 24.Dezember, 1985
- Die Weihnachtsmänner, 1985
- Tschüs, lieber Wal, 1985
- Spätschichtage sind Spaghettitage. Ein Geschichten-Sachbuch. Mit Bildern von Manfred Schlüter , 1985
- Oma und ich. Eine Kindergeschichte, 1986
- Ich mag dich, 1986
- Geschwister ... nein danke!? 1987
- Schön, daß es dich gibt, 1987
- Mama, ich hol’ Papa ab, 1988
- Für Mama.(K)eine Muttertagsgeschichte, 1988
- Der rote Sessel. Manfred Schlüter képeivel, 1988
- Mein Schultütenbuch, 1988
- Die Weihnachtskatze, 1989
- Hand in Hand, 1990
- Zwei Raben mit Rucksack und viele andere Geschichten, 1990
- Heini eins bis fünf, 1991
- Ich kann nicht einschlafen. Mit Bildern von Manfred Schlüter, 1991
- Schulgespenster. Regina Kehn képeivel, Thienemann Verlag, 1991, ISBN 978-3-522-16801-4.
- Wo die Sonne im Meer versinkt, 1992
- Die kleine Jule. Eine Unterwasser-Ungeheuer-Geschichte, 1992
- Flockis erste Reise, 1992
- Flockis Geburtstag, 1993
- Nickel spielt Lehrerin, 1993
- Der kleine Bücherbär: Nickel will die Eltern tauschen. Silke Brix képeivel, Arena Verlag, 1994, ISBN 978-3-401-07457-3.
- So klein ... und schon verknallt? Und andere Geschichten vom Liebhaben, 1994
- Komm rein, Rosalie, 1994
- Die Kuschelbande, 1994
- Weihnachten bei der Kuschelbande, 1994
- Bist du wach, Papa?, 1994
- Mein erster Advent und andere neue Flocki-Geschichten, 1995
- Der kleine Bücherbär: Nickel auf Piratenjagd. Silke Brix képeivel, Arena Verlag, 1995, ISBN 978-3-401-07458-0.
- Drei Neue bei den Schulgespenstern, 1995
- Nickel im Wilden Westen, 1996
- Wahnsinnsgefühl, 1997
- Nickel wird Hexe, 1997
- Als Weihnachten beinah verschoben wurde, 1997
- Endlich kann ich Rad fahren, 1998
- Endlich kann ich allein einkaufen gehen, 1998
- Nickel flunkert gute Noten, 2002
- Flammen im Kopf, 2002
- Moritz entdeckt einen Stern. Und andere Vorlesegeschichten mit Moritz, 2003
- Immer nur Amelie. Geschichten von Eifersucht und Freundschaft, 2004
- Sophie will aber. Geschichten von Trotz und Selbstbewusstsein, 2004
- Lena lässt sich nichts gefallen. Geschichten von Störenfrieden und starken Freunden. Hans-Günther Döring képeivel, 2005
- Leonie hält zu David. Geschichten vom Helfen und Freundlichsein, 2005
- Jakobs Zauberhut – Das große Geheimnis, 2005
- Oma und ich, 2013
- So stark sind wir zusammen, 2015
- Das Schulweggeheimnis, 2015

### Magyarul
- Pöttöm-Nagy Kázmér; ford. Kurucz Gyula; Móra, Bp., 1980 (Delfin könyvek)

## Fordítás
- Ez a szócikk részben vagy egészben  az   Achim Bröger című német Wikipédia-szócikk ezen változatának fordításán alapul.  Az eredeti cikk szerkesztőit annak laptörténete sorolja fel. Ez a jelzés csupán a megfogalmazás eredetét és a szerzői jogokat jelzi, nem szolgál a cikkben szereplő információk forrásmegjelöléseként.